# Pecora
Pecora es un infraorden de mamíferos artiodáctilos rumiantes con pezuñas pares. La mayoría de los miembros de Pecora tienen apéndices craneales que sobresalen de sus huesos frontales; solo dos géneros existentes carecen de ellos, Hydropotes y Moschus.  El nombre “Pecora” proviene de la palabra latina pecus, que significa “ganado con cuernos”. Aunque la mayoría de los pecoros tienen apéndices craneales, solo algunos de ellos se denominan correctamente "cuernos", y muchos científicos están de acuerdo en que estos apéndices no surgieron de un antepasado común, sino que evolucionaron de forma independiente en al menos dos ocasiones.

## Familias
Contiene las siguientes familias:
- Antilocapridae
- Bovimorpha
  - Cervoidea
    - Cervidae

  - Bovoidea
    - Bovidae
    - Moschidae
- Giraffomorpha
  - Palaeomerycidae †
  - Giraffoidea
    - Giraffidae
    - Climacoceratidae †
- Leptomerycidae †
- Climacoceratidae †
- Hoplitomerycidae †
- Gelocidae †

## Historia evolutiva
Los primeros rumiantes fósiles aparecieron a principios del Eoceno y eran pequeños habitantes de los bosques, probablemente omnívoros. Los artiodáctilos con apéndices craneales aparecen por primera vez a principios del Mioceno. La aparición de Pecora durante el Mioceno sugiere que su rápida diversificación puede corresponder a los eventos de cambio climático de esa época.
Es probable que los antílopes, las jirafas y los berrendos evolucionaran en un ambiente abierto, mientras que los ciervos, incluido el reno, evolucionaron en un hábitat boscoso. Se muestra que el tipo de galope en las especies de pecoros está estrechamente relacionado con su entorno y anatomía: las especies ligeras usan suspensiones tanto flexionadas como extendidas en sus galopes rápidos. Se ha observado que el venado de cola blanca y el venado bura utilizan principalmente la suspensión extendida, ya que en esta fase de su galope saltan sobre arbustos y troncos que están presentes en su entorno de maleza. Sin embargo, las especies pesadas de pecoros no usan suspensiones extendidas ya que la mayoría tiene espaldas que se inclinan hacia abajo, con patas traseras más cortas.

## Anatomía
Los pecoros comparten características con otros artiodáctilos, incluido un estómago de cuatro cámaras y un pie paraxónico, lo que significa que soporta el peso en el tercer y cuarto dedo. Varias características distinguen a Pecora de su taxón hermano, Tragulina: un astrágalo con lados paralelos, pérdida del hueso trapecio y diferencias en partes del cráneo, como el hueso petroso.
La característica distintiva de la mayoría de las familias son los apéndices craneales, con la excepción de Moschidae. Estos pueden ser de cuatro tipos distintos: cuernos, astas, osiconos o berrendos.
- Los cuernos verdaderos tienen un núcleo óseo que está cubierto por una vaina permanente de queratina. Son propios de la familia Bovidae. Los cuernos se desarrollan en el periostio, sobre el hueso frontal y pueden ser curvos o rectos.

- Las astas son estructuras óseas que se reemplazan cada año. Se presentan en los miembros de la familia Cervidae. Crecen a partir de una protuberancia permanente del hueso frontal llamado pedículo. Las astas pueden ser ramificadas, como en el venado de cola blanca, o palmeadas, como en el alce.

- Los osiconos son estructuras óseas permanentes que se fusionan con los huesos frontales o parietales durante la vida de un animal. Se encuentran solo en Giraffidae y clados extintos estrechamente relacionados, representados en los animales modernos por la jirafa y el okapi.

- Los berrendos son similares a los cuernos en que tienen vainas queratínicas que cubren núcleos óseos permanentes; sin embargo, estas vainas son caducas y se pueden mudar como astas. Se sabe muy poco sobre el desarrollo de los berrendos, pero se supone que evolucionaron de forma independiente. El único animal actual con berrendos es el antílope berrendo, Antilocapra americana.